# 玻利瓦市 (莫納加斯州)

玻利瓦市（西班牙語：Municipio Bolívar），是委內瑞拉的一個市，位於該國東部莫納加斯州，首府設於卡里皮托，面積529平方公里，2011年人口38,648，人口密度每平方公里73人。